# Stipa mongholica
Stipa mongholica là một loài thực vật có hoa trong họ Hòa thảo. Loài này được Turcz. ex Trin. miêu tả khoa học đầu tiên năm 1836.